# Berndt Westerlund
Berndt Albert Westerlund, född 27 mars 1932 i Stockholm, död 17 november 2019 i Skärholmens distrikt, Stockholm, var en svensk fotbolls- och ishockeyspelare.
Westerlund representerade Hammarby IF i både ishockey och fotboll, och spelade för klubben i Fotbollsallsvenskan 1954/1955–1956/1957 och 1959–1962. Sammanlagt gjorde han 116 allsvenska matcher (25 mål) för klubben.
Åren 1954–1959 spelade Westerlund två B-landskamper i fotboll för Sverige (inga mål).